# Бутаковское муниципальное образование
Бутаковское муниципальное образование — муниципальное образование со статусом сельского поселения в
Качугском районе Иркутской области России. 
Административный центр — Бутаково.

## Население
| 2010 | 2011  | 2012  | 2013 | 2014 | 2015 | 2016 | 2017 |
| ---- | ----- | ----- | ---- | ---- | ---- | ---- | ---- |
| 1022 | ↘1019 | ↘1008 | ↘995 | ↘979 | ↘971 | ↗982 | ↘980 |

По результатам Всероссийской переписи населения 2010 года численность населения муниципального образования составила 1022 человека.

## Состав сельского поселения
| № | Населённый пункт | Тип населённого пункта       | Население |
| - | ---------------- | ---------------------------- | --------- |
| 1 | Ацикяк           | деревня                      | ↘91       |
| 2 | Большой Улун     | деревня                      | →14       |
| 3 | Буредай          | деревня                      | →2        |
| 4 | Бутаково         | село, административный центр | ↘507      |
| 5 | Шевыкан          | деревня                      | →4        |
| 6 | Шеина            | деревня                      | ↗218      |
| 7 | Щапова           | деревня                      | ↘172      |

## Местное самоуправление
Главы сельского поселения
- Андрей Владимирович Козлов